# Peter Kreeft (Kapitän)
Peter Kreeft (* 1739 in Wieck a. Darß; † 20. Januar 1811 in Barth; auch Kraeft oder Kreft) war ein deutscher Schiffer, Kapitän, Korrespondenzreeder, Schiffseigentümer und Kaufmann in Barth (Schwedisch-Pommern).

## Leben und Werk

Das Tauchgerät von Peter Kreeft, 1800

Bei der Erkundung des Meeresgrundes brachte die Erfindung des Helmtaucheranzuges einen entscheidenden Fortschritt. Bereits seit vielen Jahren beschäftigt deshalb Historiker nicht nur die Frage, welche Entwicklungsstufen der Helmtaucheranzug bis zu seiner Reife durchlaufen hat, sondern auch, wem letztendlich die Ehre gebührt, als sein Erfinder zu gelten. Nachforschungen in dieser Frage wurden bisher vorwiegend in England getätigt, da es als Geburtsstätte des Anzuges gilt.
Ein 1996 von dem Tauchhistoriker Michael Jung aufgefundenes Dokument von 1805 belegt, dass der Barther Kapitän und Reeder Peter Kreeft mit seiner Erfindung einer „Tauchermaschine“ von 1800 die Entwicklung des Helmtaucheranzuges nicht unerheblich mitbeeinflusste. In dem Dokument wird die Erfindung einer Taucherausrüstung beschrieben, die unserer heutigen bereits erstaunlich nahekam, und in der Ostsee praktisch eingesetzt wurde. Doch nicht nur dies, Kreeft nahm weitere Entwicklungen vorweg, wie etwa die Erfindung einer Sprechvorrichtung zwischen Taucher und Wasseroberfläche.
Peter Kreeft war vermutlich der Eigner der Fregatte Die Gewisheit (gebaut in Rostock 1769) sowie der Peter Kreft (gebaut in Prerow 1780). Er wohnte in Barth, Markt 12. Das Haus ist heute noch erhalten. Seinen Taucheranzug führte er zwischen dem 18. und dem 23. Juli 1800 dem König Gustav IV. Adolf von Schweden in Stralsund vor.
Peter Kreefts Sohn Christoph Kreeft war ebenso wie sein Enkel Siegerich Christoph Kreeft als Generalkonsul in London tätig.